# Sybil Thorndike
Agnes Sybil Thorndike (24 de octubre de 1882 – 9 de junio de 1976) fue una actriz británica.

## Biografía
Nacida en Gainsborough, Lincolnshire, Inglaterra, sus padres eran Arthur Thorndike y Agnes Macdonald. Su padre era canónigo de la catedral de Rochester. Fue educada en la Rochester Grammar School for Girls, y aprendió a tocar el piano, haciendo visitas semanales a Londres para seguir enseñanzas musicales en la Guildhall School of Music and Drama. Actuó por primera vez en público como pianista a los 11 años de edad, pero en 1899 se vio forzada a dejarlo por problemas musculares durante la ejecución del instrumento. Siguiendo el consejo de su hermano, el autor y actor Russell Thorndike, se dedicó a la interpretación.
A los 21 años le llegó su primer contrato profesional: una gira por los Estados Unidos con la compañía del actor y mánager Ben Greet. Su primera actuación para la escena fue en la versión de Greet de 1904 de la obra de Shakespeare Las alegres comadres de Windsor. La gira por los Estados Unidos con repertorio shakespeariano duró cuatro años, durante los cuales hizo 112 papeles. 
En 1908 Sybil fue observada por el dramaturgo George Bernard Shaw cuando actuaba como suplente del papel principal en la obra Candida en una gira dirigida por el mismo Shaw. Ahí conoció también a su futuro marido, Lewis Casson. Ellos se casaron en diciembre de 1908, y tuvieron cuatro hijos: John (1909), Christopher (1912), Mary (1914) y Ann (1915).
Posteriormente se unió a la compañía de Annie Horniman en Mánchester (1908-09 y 1911-13), fue a Broadway en 1910, y después trabajó con la compañía Old Vic en Londres (1914-18), interpretando primeros papeles en clásicos de Shakespeare y de otros autores. Tras la Primera Guerra Mundial interpretó a Hécuba en la obra de Eurípides Las troyanas (1919-20), y de 1920 a 1922 Sybil y su marido trabajaron en la versión británica dirigida por José Levy del género teatral francés del Grand Guignol.
Volvió a la escena con el papel principal de la pieza de George Bernard Shaw Saint Joan en 1924, la cual había sido escrita específicamente para ella. La producción fue un gran éxito, y fue repuesta continuamente hasta su última actuación en el papel en 1941. Tanto Sybil como su marido fueron miembros activos del Partido Laborista, y mantuvieron posturas izquierdistas. A pesar de que la huelga general de 1926 paralizó la representación de Saint Joan, ambos apoyaron a los huelguistas. No obstante, fue nombrada Dama Comandante del Imperio Británico en 1931. Como pacifista, Sybil fue miembro del Peace Pledge Union y trabajó en su beneficio. Durante esa época continuó su carrera, con éxitos como Time and the Conways, de J.B. Priestley.
Durante la Segunda Guerra Mundial, Dame Sybil y su marido hicieron una gira representando a Shakespeare con el apoyo del Council For the Encouragement of the Arts, antes de juntarse con Laurence Olivier y  Ralph Richardson en la temporada del Old Vic en el New Theatre en 1944. 
Siguió cosechando éxitos en obras tales como The Linden Tree (1947) o Waters of the Moon. También emprendió viajes por Australia y Sudáfrica, antes de actuar otra vez con Olivier en Tío Vania, en Chichester en 1962. Hizo su última actuación junto a su marido en la reposición en Londres de Arsénico por compasión en el Teatro Vaudeville en 1966. Su última aparición en escena fue en el Teatro The Thorndike en Leatherhead, Surrey, con la obra There Was an Old Woman en 1969, el año en que falleció Sir Lewis Casson.
La última interpretación de su carrera tuvo lugar en el drama televisivo The Great Inimitable Mr Dickens, con Anthony Hopkins, en 1970.
Dame Civil falleció en Londres en 1976 a causa de un ataque cardiaco. Sus cenizas fueron enterradas en la Abadía de Westminster.

## Cine
Debutó en el cine con Moth and Rust (1921), y actuó en un gran número de filmes mudos el año siguiente, incluyendo versiones de Casa desolada, Nuestra Señora de París, Macbeth, El mercader de Venecia y La letra escarlata. 
En 1927 participó en un corto realizado con la técnica Phonofilm ideada por DeForest, con un extracto de su actuación como Saint Joan en la obra de George Bernard Shaw. Entre sus papeles más importantes figuran el de la enfermera Edith Cavell en Dawn (1928), la General Baines en Major Barbara (1941), Mrs. Squeers en Nicholas Nickleby (1948),  la Reina Victoria en Melba (1952) y la Reina Viuda en The Prince and the Showgirl (El príncipe y la corista) (1957). Su última actuación cinematográfica tuvo lugar en una versión de Tío Vania en 1963.

## Televisión
Entre sus actuaciones destacan:
- 1960 – Como invitada en This is Your Life
- 1965 – Actuación como Msr. Moore en A Passage To India.